# Вьюжный (Свердловская область)
Вью́жный — посёлок в Волчанском муниципальном округе Свердловской области России. 

## Географическое положение
Посёлок Вьюжный расположен в 3 километрах по прямой и в 4 километрах по автодороге к северо-северо-востоку от города Волчанска, на правом берегу реки Берёзовки (правого притока реки Макарьевки — левого притока Большой Волчанки). В окрестностях посёлка на левом берегу реки Григорьевки расположена гора Сосновая, памятник природы регионального значения.

## Население
| 2002 | 2010 |
| ---- | ---- |
| 275  | ↘251 |